# Lynn Williams (calciatrice)
Lynn Raenie Williams (Fresno, 21 maggio 1993) è una calciatrice statunitense, attaccante del Seattle Reign e della nazionale statunitense.

## Palmarès

### Club
- National Women's Soccer League: 4

Western New York Flash: 2016
North Carolina Courage: 2018, 2019
NJ/NY Gotham: 2023

### Nazionale
- Oro olimpico: 1

Parigi 2024
- Bronzo olimpico: 1

Tokyo 2020
- SheBelieves Cup: 4

2018, 2020, 2021, 2022

## Nella cultura di massa
Nel 2023 Williams è comparsa nella docuserie Netflix Under Pressure: la nazionale di calcio femminile USA, insieme alle sue compagne della nazionale, in cui, tramite una serie di interviste, racconti e filmati, viene narrato il percorso degli Stati Uniti ai Mondiali del 2023.

## Filmografia

### Televisione
- Under Pressure: la nazionale di calcio femminile USA – docuserie (2023)